# Carl Klein (Mineraloge)

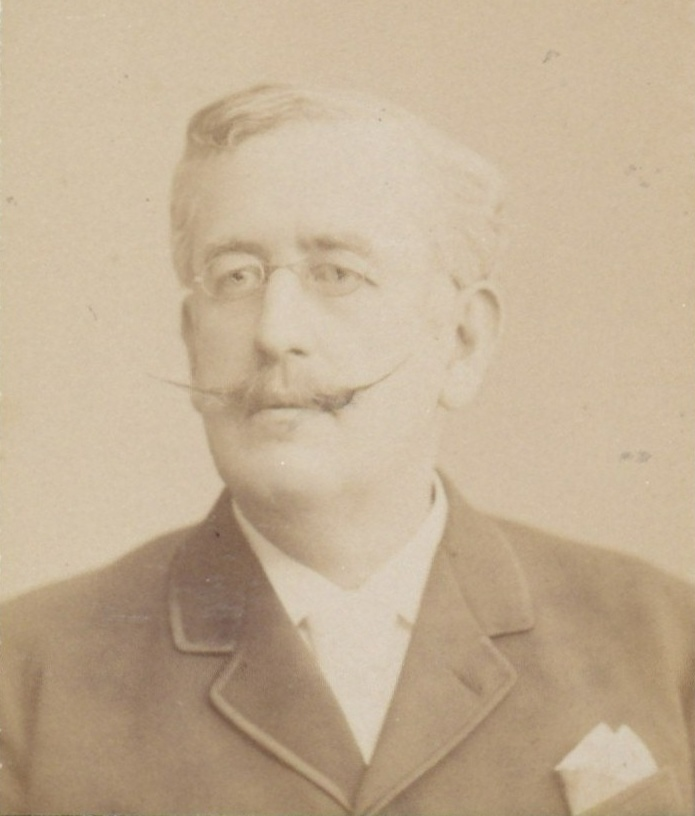
Carl Klein

Johann Friedrich Carl Klein (* 15. September 1842 in Hanau; † 23. Juni 1907 in Berlin-Charlottenburg) war ein deutscher Mineraloge und Kristallograph.

## Leben
Klein studierte Naturwissenschaften in Berlin, Tübingen und Heidelberg. Er wurde 1868 an der Universität Heidelberg promoviert (Dr. phil.). Im Juli 1869 folgte die Habilitation. Klein war in Heidelberg Privatdozent, ab 1873 außerordentlicher Professor und ab 1877 Professor für Mineralogie an der Universität Göttingen und Direktor des Mineralogisch-Petrographischen Instituts. Dort leitete er das Mineralogisch-Petrographische Institut und die zugehörige Sammlung. Unter anderem war Friedrich Rinne dort sein Assistent. 1887 ging Klein an die Humboldt-Universität Berlin als Professor für Geologie und Direktor des Mineralogisch-Petrographischen Instituts und der zugehörigen Sammlung. Klein war Geheimer Bergrat.
Er führte neue polarisationmikroskopische Techniken zum Studium von Mineralien ein und befasste sich mit deren optischen Eigenschaften. Ein weiterer Forschungsschwerpunkt waren Meteoriten. Er erweiterte die Sammlung des Naturkundemuseums in Berlin von 217 auf 500 Exemplare.

## Ehrungen und Mitgliedschaften
Im Jahr 1882 wurde Klein zum Mitglied der Leopoldina gewählt. 1877 wurde er zum ordentlichen Mitglied der Göttinger Akademie der Wissenschaften gewählt. 1887 wurde er Mitglied der Berliner Akademie der Wissenschaften und der Heidelberger Akademie der Wissenschaften und 1895 wurde er Ehrenmitglied der Mineralogical Society of Great Britain and Ireland. 1900 wurde er als korrespondierendes Mitglied in die Académie des sciences in Paris aufgenommen.
Ein von A. Sachs 1905 beschriebenes, neues Mineral erhielt ihm zu Ehren den Namen Kleinit.

## Schriften
- Einleitung in die Krystallberechnung. Schweizerbart, Stuttgart 1876. (Digitalisat)
- Studien über Meteoriten, vorgenommen auf Grund des Materials der Sammlung der Universität Berlin. In: Physikalische Abhandlungen der Königlichen Akademie der Wissenschaften zu Berlin. Band 1. Berlin 1906.
- Petrographische Untersuchungen einer Suite von Gesteinen aus dem Gebiet des Bolsener Sees, Neues Jahrbuch für Mineralogie, Beilage, 1889
- Apatit und Pyromorphit, Neues Jahrbuch für Mineralogie, 1902